# 1995-ös Formula–1 világbajnokság
Az 1995-ös Formula–1-es szezon volt a 46. FIA Formula–1 világbajnoki szezon. 1995. március 26-ától november 12-éig tartott, és tizenhét futamból állt.
Michael Schumacher megvédte címét, míg csapata, a Benetton-Renault első (és egyetlen) alkalommal nyerte meg a gyártók bajnokságát. Schumacher kilenc futamot nyert meg az idény során, ezzel beállította Nigel Mansell akkori rekordját. Csapattársa, Johnny Herbert kétszer tudott diadalmaskodni, ezek voltak első győzelmei. A második helyezett Damon Hill csapattársa, David Coulthard szintén első győzelmét aratta az évben, ahogy Jean Alesi is végre diadalmaskodni tudott a Ferrarival.
Ez volt az utolsó idény, amikor az 1974 óta használt számozási rendszert alkalmazták, a következő évtől kezdve a konstruktőri tabellán elért helyezésnek megfelelően kapták azokat a csapatok.

## Csapatok és versenyzők
| Csapat                      | Konstruktőr        | Modell                 | Motor                      | Rajtszám | Pilóta                   | Teszt pilóták            |
| --------------------------- | ------------------ | ---------------------- | -------------------------- | -------- | ------------------------ | ------------------------ |
| Mild Seven Benetton Renault | Benetton-Renault   | B195                   | Renault RS7 3.0 V10        | 1        | Michael Schumacher       | Emmanuel Collard         |
| Mild Seven Benetton Renault | Benetton-Renault   | B195                   | Renault RS7 3.0 V10        | 2        | Johnny Herbert           | Emmanuel Collard         |
| Nokia Tyrrell Yamaha        | Tyrrell-Yamaha     | 023                    | Yamaha OX10C 3.0 V10       | 3        | Katajama Ukjó            | Gabriele Tarquini        |
| Nokia Tyrrell Yamaha        | Tyrrell-Yamaha     | 023                    | Yamaha OX10C 3.0 V10       | 3        | Gabriele Tarquini        | Gabriele Tarquini        |
| Nokia Tyrrell Yamaha        | Tyrrell-Yamaha     | 023                    | Yamaha OX10C 3.0 V10       | 4        | Mika Salo                | Gabriele Tarquini        |
| Rothmans Williams Renault   | Williams-Renault   | FW17 FW17B             | Renault RS7 3.0 V10        | 5        | Damon Hill               | Jean-Christophe Boullion |
| Rothmans Williams Renault   | Williams-Renault   | FW17 FW17B             | Renault RS7 3.0 V10        | 6        | David Coulthard          | Jean-Christophe Boullion |
| Marlboro McLaren Mercedes   | McLaren-Mercedes   | MP4-10 MP4-10B MP4-10C | Mercedes FO 110 3.0 V10    | 7        | Mark Blundell            | Jan Magnussen            |
| Marlboro McLaren Mercedes   | McLaren-Mercedes   | MP4-10 MP4-10B MP4-10C | Mercedes FO 110 3.0 V10    | 7        | Nigel Mansell            | Jan Magnussen            |
| Marlboro McLaren Mercedes   | McLaren-Mercedes   | MP4-10 MP4-10B MP4-10C | Mercedes FO 110 3.0 V10    | 8        | Mika Häkkinen            | Jan Magnussen            |
| Marlboro McLaren Mercedes   | McLaren-Mercedes   | MP4-10 MP4-10B MP4-10C | Mercedes FO 110 3.0 V10    | 8        | Jan Magnussen            | Jan Magnussen            |
| Footwork Hart               | Footwork-Hart      | FA16                   | Hart 830 3.0 V8            | 9        | Max Papis                | nem volt                 |
| Footwork Hart               | Footwork-Hart      | FA16                   | Hart 830 3.0 V8            | 9        | Gianni Morbidelli        | nem volt                 |
| Footwork Hart               | Footwork-Hart      | FA16                   | Hart 830 3.0 V8            | 10       | Inoue Taki               | nem volt                 |
| MTV Simtek Ford             | Simtek-Ford        | S951                   | Ford EDB1 3.0 V8           | 11       | Domenico Schiattarella   | Hideki Noda              |
| MTV Simtek Ford             | Simtek-Ford        | S951                   | Ford EDB1 3.0 V8           | 12       | Jos Verstappen           | Hideki Noda              |
| Total Jordan Peugeot        | Jordan-Peugeot     | 195                    | Peugeot A10 3.0 V10        | 14       | Rubens Barrichello       | nem volt                 |
| Total Jordan Peugeot        | Jordan-Peugeot     | 195                    | Peugeot A10 3.0 V10        | 15       | Eddie Irvine             | nem volt                 |
| Pacific Team Lotus          | Pacific-Ford       | PR02                   | Ford EDC1 3.0 V8           | 16       | Bertrand Gachot          | Oliver Gavin             |
| Pacific Team Lotus          | Pacific-Ford       | PR02                   | Ford EDC1 3.0 V8           | 16       | Giovanni Lavaggi         | Oliver Gavin             |
| Pacific Team Lotus          | Pacific-Ford       | PR02                   | Ford EDC1 3.0 V8           | 16       | Jean-Denis Délétraz      | Oliver Gavin             |
| Pacific Team Lotus          | Pacific-Ford       | PR02                   | Ford EDC1 3.0 V8           | 17       | Andrea Montermini        | Oliver Gavin             |
| Parmalat Forti Ford         | Forti-Ford         | FG01                   | Ford EDD1 3.0 V8           | 21       | Pedro Diniz              | nem volt                 |
| Parmalat Forti Ford         | Forti-Ford         | FG01                   | Ford EDD1 3.0 V8           | 22       | Roberto Moreno           | nem volt                 |
| Minardi Scuderia Italia     | Minardi-Ford       | M195                   | Ford EDM1 3.0 V8           | 23       | Pierluigi Martini        | Giancarlo Fisichella     |
| Minardi Scuderia Italia     | Minardi-Ford       | M195                   | Ford EDM1 3.0 V8           | 23       | Pedro Lamy               | Giancarlo Fisichella     |
| Minardi Scuderia Italia     | Minardi-Ford       | M195                   | Ford EDM1 3.0 V8           | 24       | Luca Badoer              | Giancarlo Fisichella     |
| Ligier Gitanes Blondes      | Ligier-Mugen-Honda | JS41                   | Mugen-Honda MF-301 3.0 V10 | 25       | Szuzuki Aguri            | Franck Lagorce           |
| Ligier Gitanes Blondes      | Ligier-Mugen-Honda | JS41                   | Mugen-Honda MF-301 3.0 V10 | 25       | Martin Brundle           | Franck Lagorce           |
| Ligier Gitanes Blondes      | Ligier-Mugen-Honda | JS41                   | Mugen-Honda MF-301 3.0 V10 | 26       | Olivier Panis            | Franck Lagorce           |
| Scuderia Ferrari            | Ferrari            | 412T2                  | Ferrari 044/1 3.0 V12      | 27       | Jean Alesi               | Nicola Larini            |
| Scuderia Ferrari            | Ferrari            | 412T2                  | Ferrari 044/1 3.0 V12      | 28       | Gerhard Berger           | Nicola Larini            |
| Red Bull Sauber Ford        | Sauber-Ford        | C14                    | Ford ECA Zetec-R 3.0 V8    | 29       | Karl Wendlinger          | Norberto Fontana         |
| Red Bull Sauber Ford        | Sauber-Ford        | C14                    | Ford ECA Zetec-R 3.0 V8    | 29       | Jean-Christophe Boullion | Norberto Fontana         |
| Red Bull Sauber Ford        | Sauber-Ford        | C14                    | Ford ECA Zetec-R 3.0 V8    | 30       | Heinz-Harald Frentzen    | Norberto Fontana         |

### Csapatváltozások
A szezon előtt a levegőben lógott egy esetleges pilótasztrájk, ugyanis a Nemzetközi Automobil Szövetség (FIA) a szuperlicensz feltételeként elő akarta írni a versenyzőknek bizonyos rendezvényeken a kötelező részvételt, egyben megtiltani azt, hogy bármilyen módon kritizálják a bajnokságot. Végül még az idény előtt megegyeztek a felek ebben a kérdésben.
- Harminchat év, hat egyéni és hét konstruktőri bajnoki cím után 1995 januárjában megszűnt a Team Lotus. A csapat romjait David Hunt, az 1976-os világbajnok James Hunt testvére vásárolta fel, aki bejelentette, hogy 1995-ben a Pacific Grand Prix használhatja a nevet, mint Pacific Team Lotus.
- A Larrousse csapat nagyon nehéz helyzetbe került, és bár neveztek az 1995-ös idényre is, a francia állam elapadó támogatása miatt nem készültek el az autóik időben. Ekkor még úgy gondolták, hogy ha ki is hagyják az első két versenyt, Imolában rajthoz állhatnak, de erre végül nem került sor[1]. A holtidényben felmerült, hogy a Formula–3000-es DAMS csapat veszi át az istállót, esetleg a Petronas beszállna főszponzorként, de minden próbálkozás kudarcba fulladt[2].
- Új nevezőként megjelent a Formula–3000-es szériában már szereplő Forti, méghozzá az utolsó olyan autóval, amelyben manuális sebességváltó volt.
- A Ligier csapat jogi helyzete és tulajdoni viszonyai aggályokat vetettek fel. Amikor Martin Brundle aláírt velük az 1995-ös idényre, azt beszélték, hogy Tom Walkinshaw lesz a csapatfőnök – mert kettejük viszonya jónak volt mondható, hiszen a múltban is sokszor dolgoztak együtt. Walkinshaw 1994-ben a Benetton csapatánál dolgozott motormérnöki tisztségben, ám amikor a csapat belekeveredett egy botrányba (eltávolították a benzintöltő csőről az üzemanyagszűrőt, ami miatt Jos Verstappen autója kigyulladt a német nagydíjon), vállalniuk kellett, hogy elbocsátják őt és strukturális változtatásokat is alkalmaznak. A Benetton főnöke ekkor Flavio Briatore volt, és ő intézte a szerződtetést – a gond csak az volt, hogy ő volt ezzel egyidejűleg a Ligier tulajdonosa is, tehát az egész olyan volt, mintha Walkinshaw-t nem kirúgták volna, hanem előléptették volna egy kisebb csapathoz[3]. Ráadásul a Ligier JS41 és a Benetton B195 külsőre szinte teljesen megegyezett, lényegében csak a motor volt bennük más[4].
- Hét év után a Benetton megszakította a partnerséget a Forddal, és a Renault motorjaira váltottak (ugyanazokra, mint amiket a Williams is használt). Ezt egyébként éppen a Ligier csapattal való szoros összefonódás révén szerezhették meg. A Ford helyette a Sauber csapathoz ment át, akiket pedig a Mercedes hagyott ott, amely a McLaren partnere lett. Az ő korábbi partnerük a Peugeot volt, akik a Jordanhez mentek, a Jordan korábbi partnere, a Hart pedig a Footwork Arrows motorszállítója lett. Az Ilmor ettől az évtől kezdve eltűnt mint motorszállító, mert teljes egészében a Mercedes partnerei lettek, és az ő egységeiket gyártották.
- A Pacific Ilmor-motorokról Ford-motorokra váltott.
- A Minardinak élő szerződése volt a Mugen-Hondával, ám az utolsó pillanatban Flavio Briatore meggyőzte őket, hogy inkább legyenek a Ligier motorpartnerei. Ezzel jó nagy bajban hagyták a csapatot, amely már felépítette a motor köré az autót. A Minardi pert indított az ügyben, gyors megoldásként pedig a Magneti Marelli által beállított Ford-motorokat kezdtek el használni.
- Az idény ötödik versenyét követően csődbement a Simtek.

### Pilótaváltozások
- 1994 októberében a Ligier bejelentette, hogy a következő évet az Olivier Panis – Johnny Herbert párossal kezdik meg. Csakhogy január végén kiderült, hogy Herbert a Benetton versenzője lesz, ezért Szuzuki Aguri és Martin Brundle osztoznak majd a másik ülésen. Ez Szuzukinak és a szponzorainak is meglepetés volt, ugyanis ők azt hitték és úgy is készültek, hogy egész éves szerződésről van szó[5]. Amikor éppen nem versenyzett, Brundle a brit ITV szakkommentátora lett, és miután visszavonult, ezt a szakmát folytatta.
- Senna halála után a Williams eleinte David Coulthard és Nigel Mansell között osztotta meg a második versenyzői ülést, 1995-re Coulthard lett az állandó versenyzőjük.
- A Tyrrell-nél Mark Blundellt Mika Salo váltotta, aki a Pacific csapattal is vitában volt. Ugyanis 1994 végén a Team Lotus versenyzője volt, és úgy gondolta, hogy miután a csapat megszűnt, ő szabadon szerződhet oda, ahová akar. Csakhogy David Hunt felvilágosította, hogy a jogokat a Pacific csapat birtokolja, így ő most velük áll szerződésben. A Tyrrell csapat jogi útra terelte az ügyet, és végül kimondták, hogy ez a Team Lotus nem ugyanaz, mint amelyikkel Salo aláírt[6]. Az európai nagydíj során a sérüléséből lábadozó Katajamát Pedro Lamy helyettesítette.
- Mark Blundell a McLarenhez igazolt, miután Nigel Mansell alig két futam után otthagyta a csapatot. Mansell rossz szájízzel távozott: eleinte be sem fért az autóba, majd amikor átszabták az ő méretére, a Marlboro, mint szponzor nem volt hajlandó állni a teljes fizetési igényét, és egyébként is rossz hangulatban versenyzett végig[7].
- A vakbélgyulladással küzdő Häkkinent a csendes-óceáni nagydíjon Jan Magnussen helyettesítette.
- Noda Hideki helyett a Simtek Jos Verstappent választotta, ugyanis a japán versenyzőnek pénzügyi gondjai akadtak, miután Kóbéban nagy földrengés volt[8]. Mint Domenico Schiattarella váltótársa, elvileg helye lett volna a csapatnál, de az előbb ment tönkre, mint ahogy erre sor került volna.
- Az új csapat Forti egy veteránnal (Roberto Moreno) és egy újonccal (Pedro Diniz) erősített. Diniz családja tulajdonában volt Brazília egyik legnagyobb élelmiszeripari vállalata, így a pénzügyi támogatásuk is fontos szempont volt.
- A Footwork Christian Fittipaldi helyett Inoue Takit választotta. Idény közben megváltak Gianni Morbidellitől is, és lecserélték Max Papisra, majd Morbidelli az év végén mégis visszatért.
- A Pacific csapatnál Paul Belmondo helyett Andrea Montermini lett az új pilóta. Bertrand Gachot idény közben otthagyta a csapatot, a helyére előbb Giovanni Lavaggi, majd Jean-Denis Delétraz került, végül idény végén visszatért (miután se Jamamoto Katcumi, se Oliver Gavin nem kaptak szuperlicenszet).
- A Minardi csapatnál Luca Badoer váltotta Michele Alboretót, a magyar nagydíjtól pedig Pedro Lamy Pierluigi Martinit.
- A Sauber kitette idény közben a rosszul teljesítő Karl Wendlingert, a helyére Jean-Christophe Boullion került.

## Szabályváltozások
Az 1994-ben bevezetett, a biztonságot szolgáló szabályokat ebben az évben is megtartották, illetve kiegészítették. Különösen így volt ez a hátsó szárnyak méretével valamint az autók aljára rögzített fából készült kopólemezekkel kapcsolatosan.
- Ettől az évtől a motorok megengedett hengerűrtartalmát 3,5 literről 3 literre szállították le. Meghatározták továbbá az üzemanyag összetételét is, annak érdekében, hogy ez tovább zabolázza a teljesítményt.
- A pilóták 5 cm-rel magasabbra kerültek az autókban.
- Az autók teljesen sík padlólemeze az oldaldobozoknál kapott egy-egy kitüremkedést, ahol kb. 2-3 cm-rel lettek vastagabbak. Ez hasonló célokat szolgált, mint a kopólemez.
- A hátsó szárny a korábbi 95 cm-hez képest most már csak 80 cm-rel nyúlhatott túl az autó aljánál.
- Az első szárnynak 4 helyett 5 cm magasan kellett lennie az autó aljához képest.
- A hátsó diffúzor maximális szélessége a korábbi 100 cm-ről mindössze 30 cm-re csökkent.
- Megnövelték annak a területnek a nagyságát az első és hátsó kerekek felett, amelybe semmilyen szárnyat vagy aerodinamikai hatást kifejtő elemet nem lehetett tenni.

Mindezek a változtatások jelentősen, 30-40 százalékkal csökkentették a leszorítóerőt. De más szabályokat is bevezettek.
- Az autóknak immár energiaelnyelő oldalelemekkel is kellett rendelkezniük, amelyeknek ugyanúgy át kellett mennie a törésteszteken.
- A frontális ütközés teszteken a sebességet 11-ről 12 m/s sebességre növelték.
- A cockpit-nyílásméretet megnövelték és előírták, hogy a fejtámaszt egyszerűbben lehessen rögzíteni.
- A túlélőcellának a pilóta felé kellett nyúlnia.
- Az autók minimális tömege 525 kg-ra nőtt, pilótával együtt 595 kg-ra. Az idény első szabadedzése előtt valamennyi pilótának megmérték a testtömegét, referenciaképpen. Ily módon némi megengedett trükközést jelentett, ha a versenyzőt a méréskor minél nehezebbre mérték, a szezon során pedig lefogyott.
- Az előző évi német nagydíjon történt incidenst követően az üzemanyagtöltő berendezés szájának a mérete a felére csökkent, a csatlakozó kicsit hosszabb is lett, és mechanikusan csatolni kellett, mielőtt az üzemanyag megindulhatott volna rajta keresztül.
- A Lotus megszűnésével 26 autósra és 13 csapatosra szűkült a mezőny. Ez azt jelentette, hogy valamennyi autónak lehetősége nyílt résztvenni a futamon.

## A szezon menete

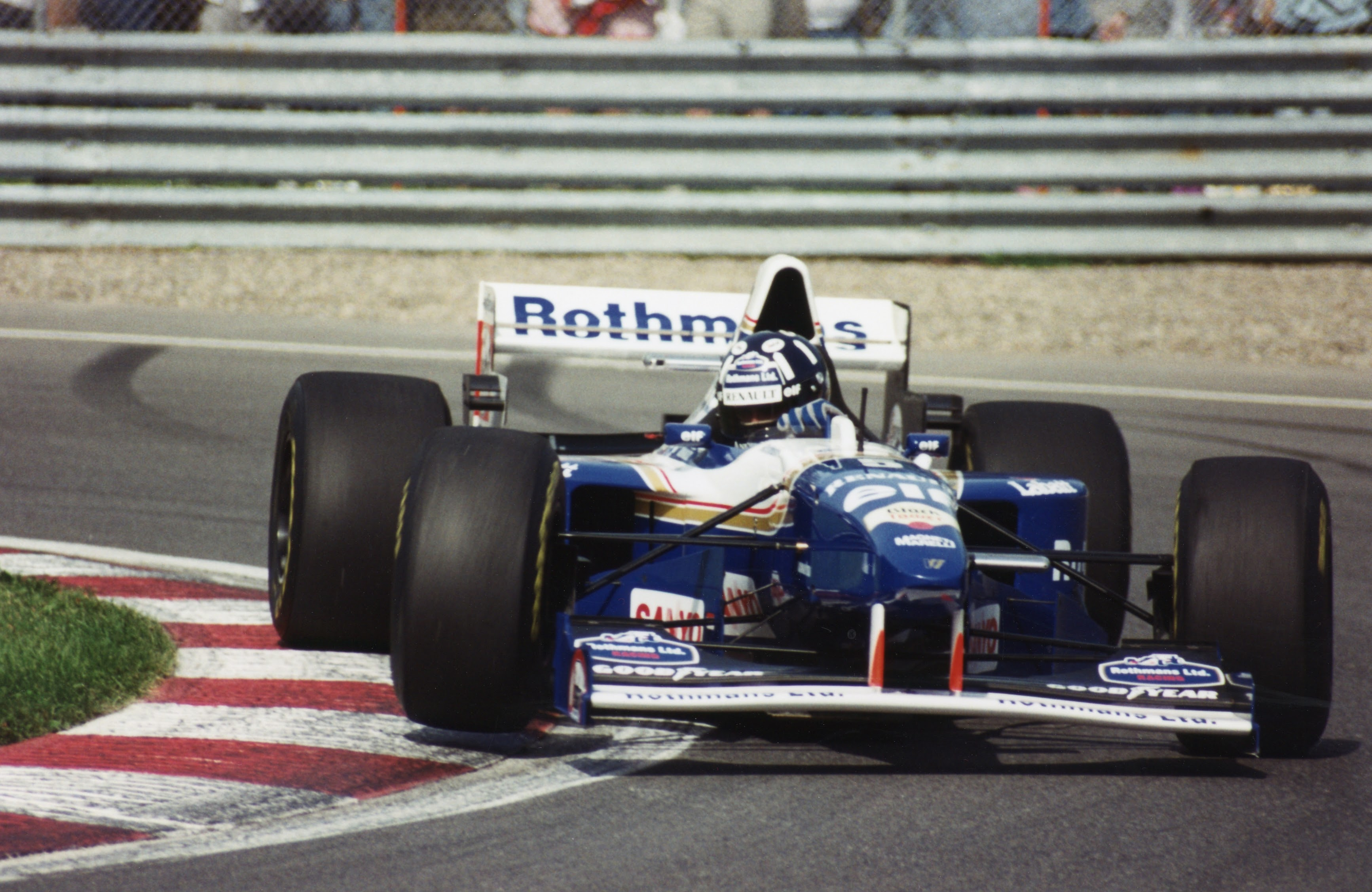
Damon Hill Kanadában

Nem kezdődött jól az idény minden csapat számára: a Simtek és a Footwork nagyon megcsúsztak az új autó fejlesztésével, ezért a szezon elejéig nem is igazán tudtak tesztelni. Szerencséjükre a Larrousse és a Lotus kiszállásával legalább annak a réme nem fenyegette őket, hogy nem tudnak majd kvalifikálni.
Az évadnyitó brazil nagydíjon a Williamsek szerezték meg az első sort az edzésen kétszer is balesetet szenvedő Schumacher és Herbert Benettonja előtt. Bár Schumacher a rajtnál élre állt, Hill-lel szemben (aki kétszer állt ki) háromkiállásos stratégián volt. Hill visszavette a vezetést a német első kiállása után, de váltóhiba miatt kiesett, így Schumacher győzött Coulthard és Gerhard Berger (Ferrari) előtt. A verseny után az első két helyen végzettet kizárták, autójukban az üzemanyagot szabálytalannak találták. Mivel mindkét csapatnak az Elf cég szállította a benzint, és az hibázott, ezért az FIA visszavonta a döntést, és mégsem Berger lett a győztes. A két csapat azonban nem kapta meg konstruktőri pontjait és 200 000 dollár büntetést kapott. A döntés széles körben keltett felháborodást, mert ily módon külön értékelték az autót és a pilótát.
Az argentin nagydíj hosszú kihagyás után ebben az évben került vissza a versenynaptárba. A pénteki és szombati nap nagy részében esett az eső, végül a szombati edzés végén száradni kezdett a pálya, Coulthard megszerezte első pole-pozícióját Hill és Schumacher. Ismét a Renault-motoros autók domináltak, Eddie Irvine a negyedik helyről indult Jordan-Peugeot-jával. Schumacher rosszul rajtolt, míg Alesi megcsúszott, ami bonyodalmat okozott a középmezőnyben. A versenyt piros zászlóval megszakították egy nagy baleset miatt. Az új rajt már jobban sikerült Schumachernek, aki másodiknak jött fel, Hill elé. Coulthard egyre nagyobb előnnyel vezetett Schumacher előtt, de motorhiba miatt néhány kör után kiesett. Schumacher és Hill harcolt győzelemért, mindketten ugyanazon stratégián voltak. Schumacher boxkiállásánál probléma akadt az üzemanyagtöltéskor, így Hill könnyedén győzött Jean Alesi és Schumacher előtt.

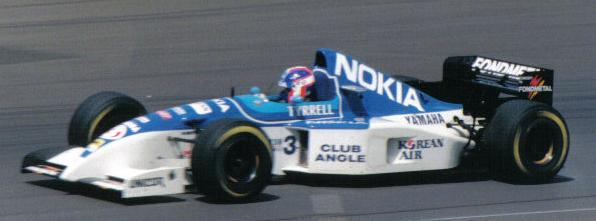
Katajama Ukjó a Tyrrell-Yamahával

San Marinó-ban Schumacher szerezte meg a pole-t, mindössze 8 ezredmásodperccel a ferraris Berger előtt. Mivel szombaton esett, a köridők már nem javultak tovább. Mansell, aki a McLaren csapattal visszatért az F1-be, a kilencedik helyről indult (három hellyel a csapattárs Mika Häkkinen mögött). A versenyen a rajtrács első öt helyezettje az esőgumik mellett döntött, később kiálltak a boxba kereket cserélni. Schumacher a verseny közepén, a boxkiállását követő körben megcsúszott és a falnak ütközött. A német kiesése után Berger vezetett Hill, Coulthard és Alesi előtt. Berger boxkiállásánál a Ferrari megállt rövid időre, Hill került az élre. Coulthard túl gyorsan hajtott a boxban, emiatt 10 másodperces büntetést kapott, míg Hill kiállásánál az üzemanyagtöltő cső a Williamsbe ragadt. Hillnek ennek ellenére sikerült visszatérnie az élre, majd győzött Alesi, Berger és Coulthard előtt.
Spanyolországban ismét Schumacher indult az élről, Alesi és Berger előtt. A rajtnál Hill harmadiknak jött fel, míg Coulthard tizediknek esett vissza. Nigel Mansell, miután a rajtnál tizennegyediknek esett vissza, meg is csúszott, majd autója vezethetetlensége miatt kiállt a boxba. Az 1992-es világbajnoknak ez volt az utolsó versenye, Monacóban már Mark Blundell vezette a McLarent. A Benetton és a Williams csapat is háromkiállásos stratégián volt, a kiállások után nem változott közöttük a sorrend. Jean Alesi harcban volt a győzelemért, de motorhiba miatt kiesett, Schumacher ezt követően nagy előnnyel maradt az élen. A verseny végén mindkét Williamsnek váltóhibája akadt, így Herbert második helyen végzett a harmadik Berger előtt. Schumacher győzött (és átvette a vezetést a pontversenyben), így a Benetton 1990 után ismét kettős győzelmet ünnepelt. Hill a negyedik helyen ért célba.

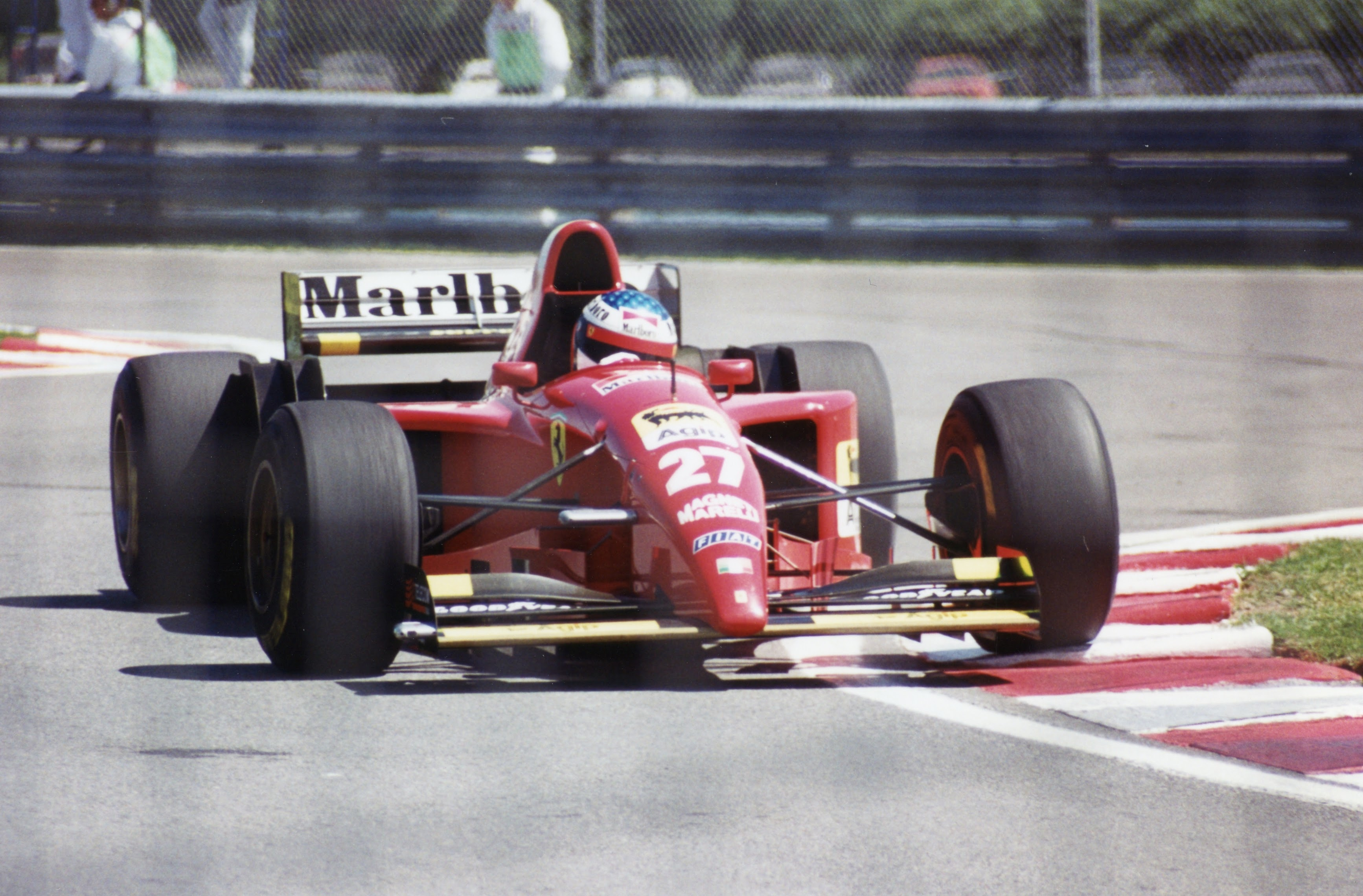
Jean Alesi egyetlen futamgyőzelme helyszínén

Monacóban Hillé lett a pole, mellőle közvetlenül Schumacher rajtolt. A rajt utáni első kanyarnál Coulthard összeütközött a két Ferrarival, emiatt újra kellett indítani a versenyt. Hill a második rajt után meg tudta tartani előnyét, de kétkiállásos taktikán volt Schumacherrel szemben, akinek csak egyszer kellett kiállnia szerelőihez. A német nagy előnnyel nyert Hill és Berger előtt. A futam után a Simtek csapat végleg visszalépett a küzdelmektől. A versenyhez kapcsolódik egy bizarr baleset is: a szabadedzés végén Inoue összeütközött a mezőnyt lekísérő felvezető autóval, és mivel már ki volt kapcsolva a biztonsági öve, kizuhant a Footwork-ből. Csak a bukósisakja mentette meg attól, hogy komolyabban megsérüljön.
Kanadában Schumacher szerezte meg a pole-t, amely a Renault számára a századik volt. Coulthard kicsúszás, Hill technikai hiba miatt esett ki. Schumacher fél perccel vezetett Alesi előtt, amikor 11 körrel a leintés előtt váltója a harmadik sebességben ragadt és a boxba kellett hajtania. Hosszú szerelés után visszatért a pályára, az 5. helyen végzett. Jean Alesi a 31. születésnapján élete egyetlen Formula–1-es győzelmét ezen a versenyen ünnepelte a két Jordan-Peugeot előtt. Ez volt az utolsó győzelem, amelyet V12-es motorral hajtott autóval arattak.

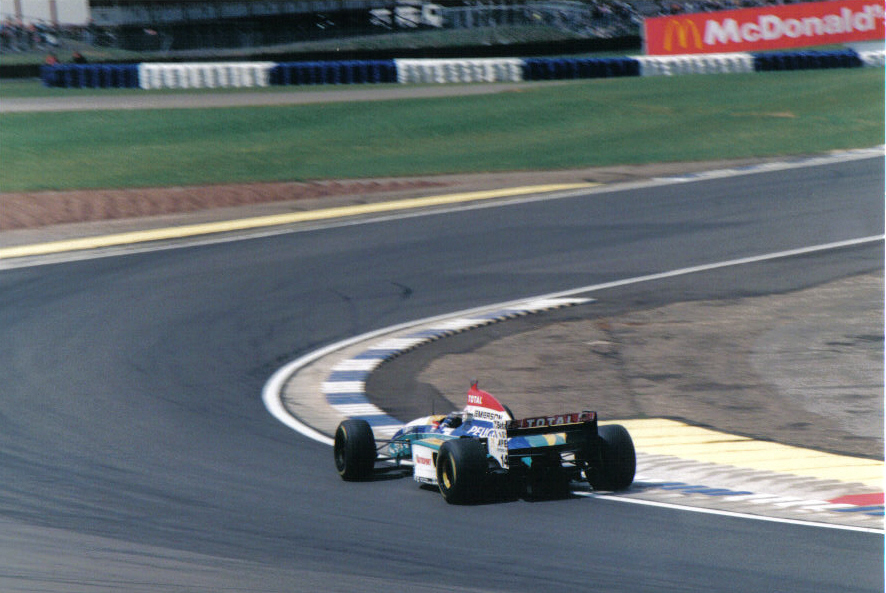
Rubens Barrichello

A francia nagydíjon Hill szerezte meg a pole-t Schumacher és Coulthard előtt. A rajtnál a brit megtartotta a vezetést. Rubens Barrichello megelőzte Coulthardot, de a 11. körben a brazil büntetést kapott, mivel kiugrott a rajtnál. Miután Alesi nekiütközött Herbertnek, Bergernek ki kellett kerülnie őket, így Martin Brundle mindegyiküket megelőzte. Schumacher első boxkiállása után olyan gyors köröket autózott, hogy második kiállásánál a jobb első kerék problémájának ellenére is az élre tudott visszaállni. A német győzött, mögötte Hill és Coulthard ért célba.
Silverstone-ban a pole-pozíciós Hill kétkiállásos taktikán volt Schumacher egy kiállásával szemben. Hill második kiállása után Schumacher mögé tudott csak visszajönni. A brit a 46. körben előzni próbált a Priory kanyarban de mindketten kipördültek és kiestek. A versenyt Johnny Herbert nyerte, amely első F1-es futamgyőzelme volt. A versenyt egy ideig Coulthard is vezette, de boxutcai sebességkorlátozás túllépése miatt büntetéssel sújtották, így harmadik lett Alesi mögött.
Hockenheimban a pole-pozícióból induló Hill a vezető helyről csúszott ki a 2. körben, így Schumacher a második helyről indulva győzött Coulthard előtt. Alesi motorhiba miatt kiesett, míg Bergert büntetéssel sújtották korai rajtja miatt. Az osztrákot, részben a sok kiesőnek köszönhetően, a harmadik helyen intették le. A verseny után Jacques Villeneuve először tesztelte a Williams autóját Angliában.

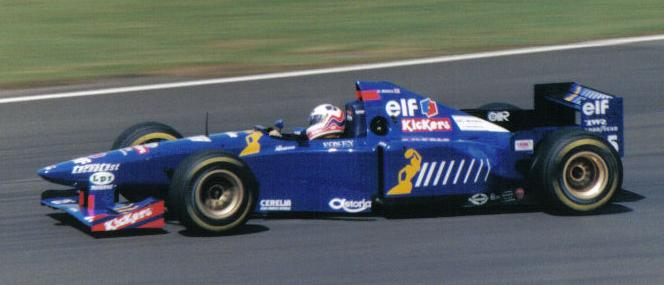
Martin Brundle a Ligier-vel

A magyar nagydíjon Damon Hill grand slam-et ért el: pole, győzelem, leggyorsabb kör. A pole-pozícióból indulva hamar 15 másodperces előnyre tett szert. Schumacher első boxkiállásánál az üzemanyagtöltővel komoly probléma akadt és a benzin szétfolyt a garázs előtt, míg Schumacher üzemanyagtartálya üres maradt. Szerencsére nem keletkezett szikra a takarítás végéig, így nem történt baleset. Schumacher ezután még kétszer állt ki a boxba, majd a benzinpumpa meghibásodása miatt kiesett. Hill győzött Coulthard előtt, így az első két helyen a Williamsek értek célba. Berger végzett a harmadik helyen. Inoue újabb bizarr baleset részese lett: autója a pálya szélén megállva kigyulladt, ő pedig rohant egy tűzoltókészülékért. Nem vette azonban észre az érkező orvosi autót, amely elütötte őt.
Belgiumban az időmérő edzésen Berger autózta a leggyorsabb kört a még száraz pályán, később eleredt az eső, emiatt Hill a nyolcadik, Schumacher a tizenhatodik helyről indulhatott csak. Az első rajtsorból Berger és Alesi Ferrarija indult, a rajt után Alesi és Herbert harcolt az elsőségért. Alesi hamar kiesett, majd csapattársa is feladta a futamot. Ezután Herbert vezetett, de nem tudta maga mögött tartani a Coulthardot és megcsúszott. Coulthard a 13. körben váltóhiba miatt adta fel a futamot, így Schumacher és Hill került az élre. Amikor a versenyen az eső erősödni kezdett, Hill kiállt esőgumiért, míg Schumacher kockáztatott és maradt a slick gumikkal. Hill körönként 6 másodperccel gyorsabban autózva hamar utolérte a németet. Schumacher sikeresen védte pozícióját, amíg ki nem csúszott a fűre. Hill ekkor megelőzte, de ezután a pálya száradni kezdett és a britnek ismét ki kellett állnia kerékcserére, ezúttal slickekért. Később ismét eleredt az eső és bejött a biztonsági autó is. Ezúttal mindkét rivális kiállt esőgumikért, Schumacher kevés előnnyel, de Hill elé tért vissza. Hill ezután 10 másodperces stop and go büntetést kapott, emiatt harmadiknak esett vissza. A brit az utolsó körben a Kemmel egyenesen megelőzte Brundle Ligier-jét, így második lett. A negyedik helyen Heinz-Harald Frentzen ért célba a Sauberrel. A győztes Schumacher a futam után egy versenyről való felfüggesztett eltiltást kapott, mivel sportszerűtlenül akadályozta Hill előzését.

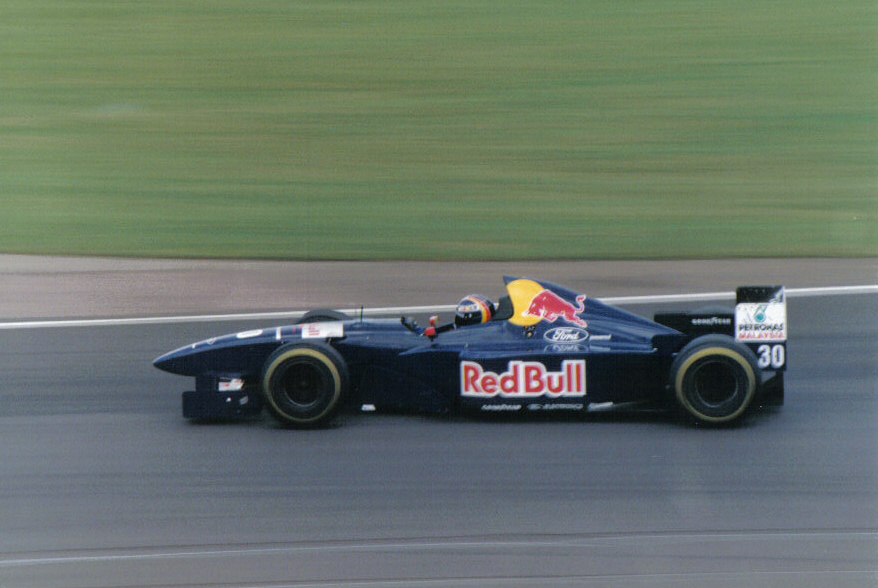
Heinz-Harald Frentzen a Sauber Forddal

Monzában Coulthard szerezte meg a pole-t Schumacher előtt. Ő a felvezető körön kiállni kényszerült az autója hibája miatt, azonban miután egy nagy baleset miatt új rajtot rendeltek el, a tartalék autóval újra nekivághatott. A skót a 13. körig vezette a futamot, amikor kicsúszás miatt kiesett, ezután Berger vette át a vezetést. Schumacher és Hill eközben a második helyért küzdött, amikor a 24. körben Inoue Takit készültek lekörözni. Schumacher elment a japán mellett, de Hill későn fékezett és hátulról belement a Benettonba, emiatt mindketten kiestek. Ezt követően a két Ferrari vezette a versenyt, és jó esély volt egy kettős győzelemre. Azonban az Alesi hátsó szárnyára rögzített tévékamera menet közben leesett és eltalálta Berger felfüggesztését, aki emiatt kiesett. Alesi alatt, aki második futamgyőzelmére készült, nyolc körrel a vége előtt megállt az autó. Így Herbert nyerte a futamot. Mika Häkkinen a második helyen ért célba, míg Frentzen harmadik lett, ami pályafutása addigi legjobb eredményét jelentette. A futam után Hill egyversenyes felgüggesztett eltiltást kapott a baleset okozása miatt.
Estorilban David Coulthard megszerezte a pole-pozíciót és dominálva a versenyt, megszerezte Formula–1-es pályafutása első futamgyőzelmét. Mögötte Schumacher és Hill végzett. A rajtnál Katajama Tyrrell-je és Luca Badoer Minardija összeütköztek, Katajama autója pedig a levegőbe került. Úgy kellett őt kiszedni a fejjel lefelé megálló autóból, és ezután két napig kórházban volt.

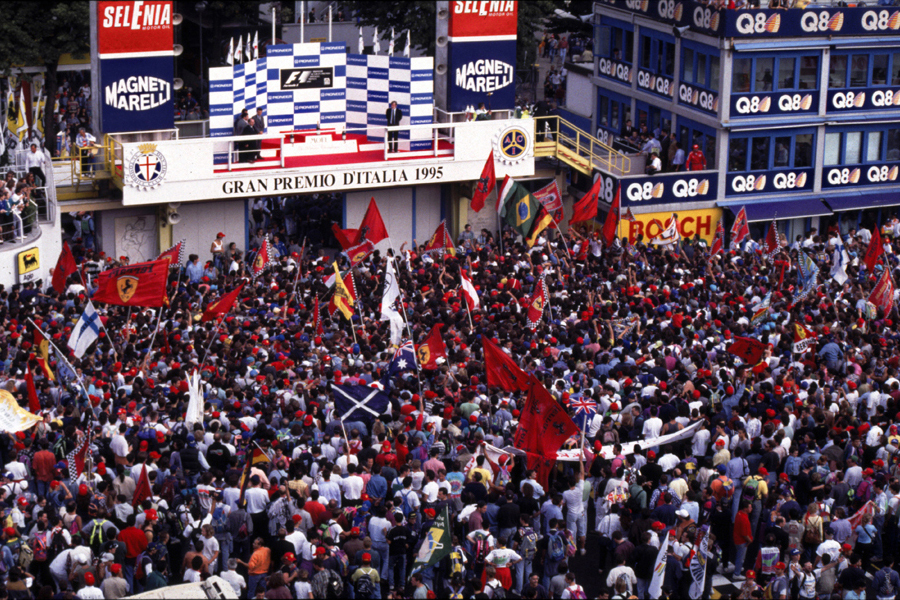
Az olasz nagydíj

A Nürburgringen rendezett európai nagydíjon Coulthard szerezte meg a pole-t Hill és Schumacher előtt. Ahogy az idényben egyszer már, úgy ezúttal is cserbenhagyta őt az autó a felvezető körön, és ismét a tartalék autóval indulhatott neki. Az aszfalt még nedves volt a rajtnál, a versenyzők nagy része ezért esőgumival rajtolt. Egyedül Alesi indult slick gumival az élmezőnyből. Ennek köszönhetően az élre állt, miután a többiek a már felszáradt pályára való slick gumikért álltak ki a boxba. Schumacher harmadik kiállása után 22 másodperces hátrányát ledolgozta Alesivel szemben és 3 körrel a leintés előtt megelőzte a franciát a Veedol-sikánban, így győzött. Coulthard lett a harmadik, Hill nem sokkal a verseny vége előtt hibázott és kiesett.
Három versennyel a vége előtt Schumacher 27 ponttal vezetett Hill előtt, ami azt jelentette, hogy már csak úgy lehetett Hill világbajnok, ha mindhárom hátralévő versenyt megnyeri, vetélytársa pedig háromnál kevesebb pontot szerez.
A csendes-óceáni nagydíjon ismét Coulthard és Hill Williamse indult az első sorból. A rajt utáni első kanyarban Schumacher külső ívről próbálta megelőzni a britet, aki feltartotta. Alesi ennek köszönhetően másodiknak jött fel, Hill harmadiknak, míg Schumacher ötödiknek esett vissza (Berger mögé). A német első kiállása után Coulthard mögé jött fel, majd az élre állt. Harmadik boxkiállása előtt elegendő előnyt szerzett, hogy kiállása után az élre térjen vissza. Schumacher győzelmével bebiztosította második bajnoki címét két versennyel a szezon vége előtt. Coulthard második, Hill harmadik lett. Ő lett ezzel akkor a legfiatalabb kétszeres világbajnok.

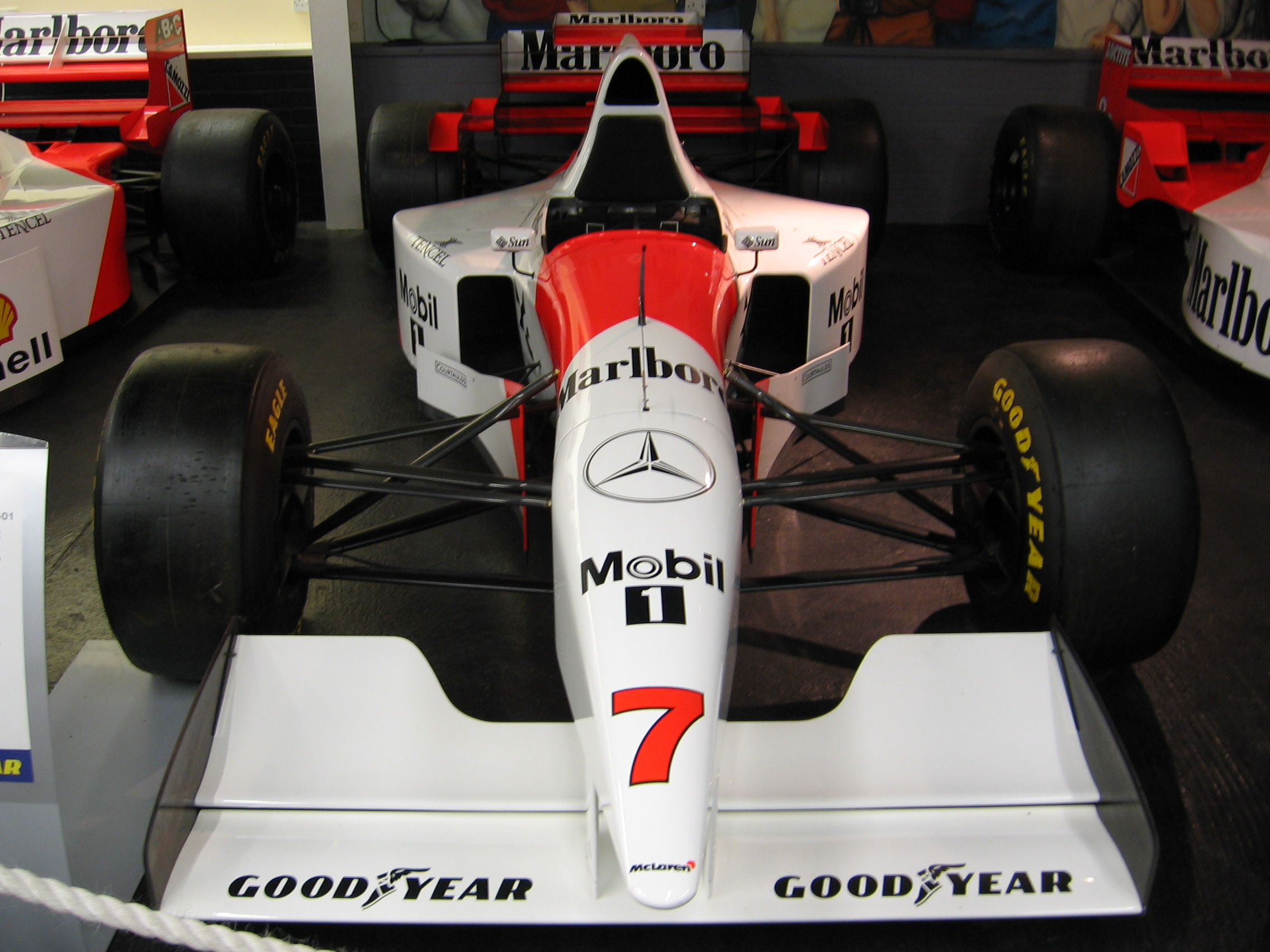
McLaren MP4/10B

Szuzukában az első rajthelyről ismét nyert Schumacher. Alesi a második helyről indult, de autója a rajt előtt bemozdult, így 10 másodperces büntetést kapott. A francia ezután visszaküzdötte magát a második helyre, de a 25. körben kiesett. A negyedik helyről induló Hill Alesi kiesése után másodiknak jött fel, de a 40. körben kicsúszott és kiesett. Schumacher 9. idénybeli győzelmével megdöntötte Mansell 1992-es rekordját, míg csapattársa, Herbert harmadik lett, így a Benetton megszerezte az 1995-ös konstruktőri címet. A második helyen Mika Häkkinen végzett.
Az évadzáró ausztrál nagydíjon, pénteken, Häkkinen McLarenje 250 km/h-s sebességgel csapódott a közeli korlátba (defekt miatt). A finn súlyos fejsérüléseket szenvedett, melynek következtében egy napig kómában volt. Hill indult az élről, Coulthard és Schumacher előtt. Schumacher a verseny 22. körében ütközött Alesivel és kiesett. Coulthard a boxutca szűk bejáratát túl gyorsan vette, a falnak ütközött és kiesett. Berger, Frentzen, Irvine és Herbert kiesése után Olivier Panis haladt a második helyen a Ligier-vel, Gianni Morbidelli Footworkje előtt. Az utolsó körökben Panis autójából folyni kezdett az olaj és a francia lelassult. A versenyt Hill 2 kör előnnyel nyerte Panis és Morbidelli előtt, amely a sportág történetének legnagyobb előnye Jackie Stewart 1969-es spanyolországi győzelme mellett.
Schumacher 102 ponttal szerezte meg második bajnoki címét Hill (69) és Coulthard (49) előtt. A Benetton 137 ponttal lett konstruktőri világbajnok a Williams (112) és a Ferrari (73) előtt.

## Futamok
| #   | Futam                  | Időpont        | Helyszín                  | Pályarajz | Győztes versenyző  | Konstruktőr      | Összefoglaló |
| --- | ---------------------- | -------------- | ------------------------- | --------- | ------------------ | ---------------- | ------------ |
| 565 | brazil nagydíj         | Március 26.    | Interlagos                |           | Michael Schumacher | Benetton-Renault | Összefoglaló |
| 566 | argentin nagydíj       | Április 9.     | Oscar Gálvez              |           | Damon Hill         | Williams-Renault | Összefoglaló |
| 567 | San Marinó-i nagydíj   | Április 30.    | Imola                     |           | Damon Hill         | Williams-Renault | Összefoglaló |
| 568 | spanyol nagydíj        | Május 14.      | Catalunya                 |           | Michael Schumacher | Benetton-Renault | Összefoglaló |
| 569 | monacói nagydíj        | Május 28.      | Monaco                    |           | Michael Schumacher | Benetton-Renault | Összefoglaló |
| 570 | kanadai nagydíj        | Június 11.     | Circuit Gilles Villeneuve |           | Jean Alesi         | Ferrari          | Összefoglaló |
| 571 | francia nagydíj        | Július 2.      | Magny-Cours               |           | Michael Schumacher | Benetton-Renault | Összefoglaló |
| 572 | brit nagydíj           | Július 16.     | Silverstone               |           | Johnny Herbert     | Benetton-Renault | Összefoglaló |
| 573 | német nagydíj          | Július 30.     | Hockenheimring            |           | Michael Schumacher | Benetton-Renault | Összefoglaló |
| 574 | magyar nagydíj         | Augusztus 13.  | Hungaroring               |           | Damon Hill         | Williams-Renault | Összefoglaló |
| 575 | belga nagydíj          | Augusztus 27.  | Spa-Francorchamps         |           | Michael Schumacher | Benetton-Renault | Összefoglaló |
| 576 | olasz nagydíj          | Szeptember 10. | Monza                     |           | Johnny Herbert     | Benetton-Renault | Összefoglaló |
| 577 | portugál nagydíj       | Szeptember 24. | Estoril                   |           | David Coulthard    | Williams-Renault | Összefoglaló |
| 578 | európai nagydíj        | Október 1.     | Nürburgring               |           | Michael Schumacher | Benetton-Renault | Összefoglaló |
| 579 | csendes-óceáni nagydíj | Október 22.    | TI Circuit, Aida          |           | Michael Schumacher | Benetton-Renault | Összefoglaló |
| 580 | japán nagydíj          | Október 29.    | Suzuka                    |           | Michael Schumacher | Benetton-Renault | Összefoglaló |
| 581 | ausztrál nagydíj       | November 12.   | Adelaide                  |           | Damon Hill         | Williams-Renault | Összefoglaló |

Az eredetileg bejelentett naptárhoz képest a véglegesben szerepelt néhány változtatás
- Argentínában végre újra futamot rendezhettek, az eredeti tervek szerint az idény első versenye lett volna március 12-én. Csakhogy a pálya még mindig nem volt egészen készen, így hát április 9-ére tették át, amikor egy pályabejárás után megkapta a jóváhagyást a sportszövetségtől is. AZ idény így Brazíliában kezdődött.
- A második futam a csendes-óceáni nagydíj lett volna, ahogy az előző évben is, Japánban, Aidában. A nagy földrengésben azonban komolyan megsérült a helyi infrastruktúra is, ezért a versenyt egy héttel a japán nagydíj előttre, október közepére rakták át.
- Imolában, Barcelonában és Monzában biztonsági okokból megtörtént a pálya átépítése. A spanyol és a monacói nagydíjak ismét helyet cseréltek.
- Ebben az évben is rendeztek európai nagydíjat, ezúttal a Nürburgringen, ahová tíz év után tért vissza a mezőny.

## Bajnokság végeredménye

### Versenyzők
Pontozás:
| Helyezés | 1. | 2. | 3. | 4. | 5. | 6. | 7.-20. |
| -------- | -- | -- | -- | -- | -- | -- | ------ |
| Pont     | 10 | 6  | 4  | 3  | 2  | 1  | 0      |

| Helyezés | Versenyző     | BRA | ARG | SMR | ESP | MON | CAN | FRA | GBR | GER | HUN | BEL | ITA | POR | EUR | PAC | JPN | AUS | Pontszám |
| -------- | ------------- | --- | --- | --- | --- | --- | --- | --- | --- | --- | --- | --- | --- | --- | --- | --- | --- | --- | -------- |
| 1        | M.Schumacher  | 1   | 3   | Ki  | 1   | 1   | 5   | 1   | Ki  | 1   | 11  | 1   | Ki  | 2   | 1   | 1   | 1   | Ki  | 102      |
| 2        | Hill          | Ki  | 1   | 1   | 4   | 2   | Ki  | 2   | Ki  | Ki  | 1   | 2   | Ki  | 3   | Ki  | 3   | Ki  | 1   | 69       |
| 3        | Coulthard     | 2   | Ki  | 4   | Ki  | Ki  | Ki  | 3   | 3   | 2   | 2   | Ki  | Ki  | 1   | 3   | 2   | Ki  | Ki  | 49       |
| 4        | Herbert       | Ki  | 4   | 7   | 2   | 4   | Ki  | Ki  | 1   | 4   | 4   | 7   | 1   | 7   | 5   | 6   | 3   | Ki  | 45       |
| 5        | Alesi         | 5   | 2   | 2   | Ki  | Ki  | 1   | 5   | 2   | Ki  | Ki  | Ki  | Ki  | 5   | 2   | 5   | Ki  | Ki  | 42       |
| 6        | Berger        | 3   | 6   | 3   | 3   | 3   | Ki  | 12  | Ki  | 3   | 3   | Ki  | Ki  | 4   | Ki  | 4   | Ki  | Ki  | 31       |
| 7        | Häkkinen      | 4   | Ki  | 5   | Ki  | Ki  | Ki  | 7   | Ki  | Ki  | Ki  | Ki  | 2   | Ki  | 8   |     | 2   | NI  | 17       |
| 8        | Panis         | Ki  | 7   | 9   | 6   | Ki  | 4   | 8   | 4   | Ki  | 6   | 9   | Ki  | Ki  | Ki  | 8   | 5   | 2   | 16       |
| 9        | Frentzen      | Ki  | 5   | 6   | 8   | 6   | Ki  | 10  | 6   | Ki  | 5   | 4   | 3   | 6   | Ki  | 7   | 8   | Ki  | 15       |
| 10       | Blundell      | 6   | Ki  |     |     | 5   | Ki  | 11  | 5   | Ki  | Ki  | 5   | 4   | 9   | Ki  | 9   | 7   | 4   | 13       |
| 11       | Barrichello   | Ki  | Ki  | Ki  | 7   | Ki  | 2   | 6   | 11  | Ki  | 7   | 6   | Ki  | 11  | 4   | Ki  | Ki  | Ki  | 11       |
| 12       | Irvine        | Ki  | Ki  | 8   | 5   | Ki  | 3   | 9   | Ki  | 9   | 13  | Ki  | Ki  | 10  | 6   | 11  | 4   | Ki  | 10       |
| 13       | Brundle       |     |     |     | 9   | Ki  | Ki  | 4   | Ki  |     | Ki  | 3   | Ki  | 8   | 7   |     |     | Ki  | 7        |
| 14       | Morbidelli    | Ki  | Ki  | 13  | 11  | 9   | 6   | 14  |     |     |     |     |     |     |     | Ki  | Ki  | 3   | 5        |
| 15       | Salo          | 7   | Ki  | Ki  | 10  | Ki  | 7   | 15  | 8   | Ki  | Ki  | 8   | 5   | 13  | 10  | 12  | 6   | 5   | 5        |
| 16       | Boullion      |     |     |     |     | 8   | Ki  | Ki  | 9   | 5   | 10  | 11  | 6   | 12  | Ki  | Ki  |     |     | 3        |
| 17       | Szuzuki       | 8   | Ki  | 11  |     |     |     |     |     | 6   |     |     |     |     |     | Ki  | NI  |     | 1        |
| 18       | Lamy          |     |     |     |     |     |     |     |     |     | 9   | 10  | Ki  | Ki  | 9   | 13  | 11  | 6   | 1        |
| 19       | Martini       | Ki  | Ki  | 12  | 14  | 7   | Ki  | Ki  | 7   | Ki  |     |     |     |     |     |     |     |     | 0        |
| 20       | Katajama      | Ki  | 8   | Ki  | Ki  | Ki  | Ki  | Ki  | Ki  | 7   | Ki  | Ki  | HN  | Ki  |     | 14  | Ki  | Ki  | 0        |
| 21       | Diniz         | 10  | HN  | HN  | Ki  | 10  | Ki  | Ki  | Ki  | Ki  | Ki  | 13  | 9   | 16  | 13  | 17  | Ki  | 7   | 0        |
| 22       | Papis         |     |     |     |     |     |     |     | Ki  | Ki  | Ki  | Ki  | 7   | Ki  | 12  |     |     |     | 0        |
| 23       | Badoer        | Ki  | Ki  | 14  | Ki  | Ki  | 8   | 13  | 10  | Ki  | 8   | Ki  | Ki  | 14  | 11  | 15  | 9   | NI  | 0        |
| 24       | Inoue         | Ki  | Ki  | Ki  | Ki  | Ki  | 9   | Ki  | Ki  | Ki  | Ki  | 12  | 8   | 15  | Ki  | Ki  | 12  | Ki  | 0        |
| 25       | Montermini    | 9   | Ki  | Ki  | NI  | KIZ | Ki  | HN  | Ki  | 8   | 12  | Ki  | Ki  | Ki  | Ki  | Ki  | Ki  | Ki  | 0        |
| 26       | Gachot        | Ki  | Ki  | Ki  | Ki  | Ki  | Ki  | Ki  | 12  |     |     |     |     |     |     | Ki  | Ki  | 8   | 0        |
| 27       | Schiattarella | Ki  | 9   | Ki  | 15  | Ki  |     |     |     |     |     |     |     |     |     |     |     |     | 0        |
| 28       | Wendlinger    | Ki  | Ki  | Ki  | 13  |     |     |     |     |     |     |     |     |     |     |     | 10  | Ki  | 0        |
| 29       | Mansell       |     |     | 10  | Ki  |     |     |     |     |     |     |     |     |     |     |     |     |     | 0        |
| 30       | Magnussen     |     |     |     |     |     |     |     |     |     |     |     |     |     |     | 10  |     |     | 0        |
| 31       | Verstappen    | Ki  | Ki  | Ki  | 12  | Ki  |     |     |     |     |     |     |     |     |     |     |     |     | 0        |
| 32       | Moreno        | Ki  | HN  | HN  | Ki  | Ki  | Ki  | 16  | Ki  | Ki  | Ki  | 14  | Ki  | 17  | Ki  | 16  | Ki  | Ki  | 0        |
| 33       | Tarquini      |     |     |     |     |     |     |     |     |     |     |     |     |     | 14  |     |     |     | 0        |
| —        | Lavaggi       |     |     |     |     |     |     |     |     | Ki  | Ki  | Ki  | Ki  |     |     |     |     |     | 0        |
| —        | Délétraz      |     |     |     |     |     |     |     |     |     |     |     |     | Ki  | HN  |     |     |     | 0        |
| Helyezés | Versenyző     | BRA | ARG | SMR | ESP | MON | CAN | FRA | GBR | GER | HUN | BEL | ITA | POR | EUR | PAC | JPN | AUS | Pont     |

### Konstruktőrök
|    | Csapat   | Modell                 | Motor       | Gumi | Rajt | Győzelem | Dobogó | Pole pozíció | Leggyorsabb kör | Pont |
| -- | -------- | ---------------------- | ----------- | ---- | ---- | -------- | ------ | ------------ | --------------- | ---- |
| 1  | Benetton | B195                   | Renault     | G    | 17   | 11       | 15     | 4            | 8               | 137  |
| 2  | Williams | FW17 FW17B             | Renault     | G    | 17   | 5        | 17     | 12           | 6               | 112  |
| 3  | Ferrari  | 412T                   | Ferrari     | G    | 17   | 1        | 11     | 1            | 3               | 73   |
| 4  | McLaren  | MP4/10 MP4/10B MP4/10C | Mercedes    | G    | 17   | 0        | 2      | 0            | 0               | 30   |
| 5  | Ligier   | JS41                   | Mugen-Honda | G    | 17   | 0        | 2      | 0            | 0               | 24   |
| 6  | Jordan   | 195                    | Peugeot     | G    | 17   | 0        | 2      | 0            | 0               | 21   |
| 7  | Sauber   | C14                    | Ford        | G    | 17   | 0        | 1      | 0            | 0               | 18   |
| 8  | Footwork | FA16                   | Hart        | G    | 17   | 0        | 1      | 0            | 0               | 5    |
| 9  | Tyrrell  | 023                    | Yamaha      | G    | 17   | 0        | 0      | 0            | 0               | 5    |
| 10 | Minardi  | M195                   | Ford        | G    | 17   | 0        | 0      | 0            | 0               | 1    |
| 11 | Forti    | FG01                   | Ford        | G    | 17   | 0        | 0      | 0            | 0               | 0    |
| 12 | Pacific  | PR02                   | Ford        | G    | 17   | 0        | 0      | 0            | 0               | 0    |
| 13 | Simtek   | S951                   | Ford        | G    | 5    | 0        | 0      | 0            | 0               | 0    |

- A Benetton-Renault és a Williams-Renault csapatok szabálytalan üzemanyag használata miatt nem kapták meg a brazil nagydíjon a nekik járó pontokat.